# Laudio
Llodio (em castelhano) ou Laudio (em basco) é um município da Espanha na província de Álava, comunidade autónoma do País Basco, de área 37,58 km² com população de 18.721 habitantes (2004) e densidade populacional de 498,16 hab/km².

## Demografia
| Variação demográfica do município entre 1991 e 2004 | Variação demográfica do município entre 1991 e 2004 | Variação demográfica do município entre 1991 e 2004 | Variação demográfica do município entre 1991 e 2004 |
| --------------------------------------------------- | --------------------------------------------------- | --------------------------------------------------- | --------------------------------------------------- |
| 1991                                                | 1996                                                | 2001                                                | 2004                                                |
| 20475                                               | 19913                                               | 18931                                               | 18721                                               |